# (559181) 2015 BX518
(559181) 2015 BX518 ist ein großes transneptunisches Objekt im Kuipergürtel, das bahndynamisch als erweitertes Scattered Disk Object (DO) oder als Cubewano (CKBO) eingestuft wird. Aufgrund seiner Größe gehört der Asteroid möglicherweise zu den Zwergplanetenkandidaten.

## Entdeckung
(559181) 2015 BX518 wurde am 18. Januar 2015 von einem Astronomenteam im Rahmen des Pan-STARRS–Projekts mit dem 1,8–m–Ritchey Chretien–Teleskop (PS1) am Haleakalā-Observatoriums (Maui) entdeckt. Die Entdeckung wurde am 1. September 2018 von einem Pan-STARRS-Astronomenteam, bestehend aus J. Bulger, K. Chambers, B. Gibson, T. Goggia, T. Lowe, E. Magnier, N. Primak, A. Schultz, J. Thiel, S. Watters und M. Willman, bekanntgegeben.
Nach seiner Entdeckung ließ sich (559181) 2015 BX518 auf Fotos bis zum 29. Januar 2012, die ebenfalls im Rahmen des Pan-STARRS–Programmes gemacht wurden, zurückgehend identifizieren und so seinen Beobachtungszeitraum um drei Jahre verlängern, um so seine Umlaufbahn genauer zu berechnen. Bisher wurde der Planetoid nur durch das Pan-STARRS–Teleskop beobachtet. Im August 2018 lagen insgesamt 83 Beobachtungen über einen Zeitraum von 6 Jahren vor. Die bisher letzte Beobachtung wurde im Januar 2018 auch wieder am Pan-STARRS–Teleskop (PS1) durchgeführt. (Stand 19. März 2019)

## Eigenschaften

### Umlaufbahn
(559181) 2015 BX518 umkreist die Sonne in 280,41 Jahren auf einer leicht elliptischen Umlaufbahn zwischen 35,32 AE und 50,35 AE Abstand zu deren Zentrum. Die Bahnexzentrizität beträgt 0,175, die Bahn ist 28,15° gegenüber der Ekliptik geneigt. Derzeit ist der Planetoid 41,72 AE von der Sonne entfernt. Das Perihel durchläuft er das nächste Mal 2074, der letzte Periheldurchlauf dürfte also im Jahre 1794 erfolgt sein.
Marc Buie (DES) klassifiziert den Planetoiden als erweitertes SDO (ESDO bzw. DO), während vom Minor Planet Center keine spezifische Einstufung existiert; letzteres ordnet ihn als Nicht–SDO und allgemein als «Distant Object» ein. Das Johnston’s Archive führt ihn dagegen als Cubewano auf, wobei er zu den bahndynamisch «heißen» klassischen KBO gehören würde.

### Größe
Derzeit wird von einem Durchmesser von 358 km ausgegangen, basierend auf einem Rückstrahlvermögen von 8 % und einer absoluten Helligkeit von 5,7 m. Ausgehend von diesem Durchmesser ergibt sich eine Gesamtoberfläche von etwa 403.000 km2. Die scheinbare Helligkeit von (559181) 2015 BX518 beträgt 21,88 m.
Da es denkbar ist, dass sich (559181) 2015 BX518 aufgrund seiner Größe im hydrostatischen Gleichgewicht befindet und somit weitgehend rund sein könnte, erfüllt er möglicherweise die Kriterien für eine Einstufung als Zwergplanet. Mike Brown geht davon aus, dass es sich bei (559181) 2015 BX518 um vielleicht einen Zwergplaneten handelt.
| Jahr                                         | Abmessungen km | Quelle   |
| -------------------------------------------- | -------------- | -------- |
| 2018                                         | 336,0          | Johnston |
| 2018                                         | 358,0          | Brown    |
| Die präziseste Bestimmung ist fett markiert. |                |          |